# Saison 1950-1951 de la Juventus FC
Maillots
Chronologie
Saison précédente Saison suivante
La saison 1950-1951 de la Juventus Football Club est la quarante-huitième de l'histoire du club, créé cinquante-quatre ans plus tôt en 1897.
Le club de la région du Piémont prend ici part cette saison à la 49e édition du championnat d'Italie (19e de Serie A).

## Historique
Championne d'Italie en titre, la Juventus FC, désormais bien réinstallée dans le haut du classement italien, défend cette saison son titre acquis lors de la saison précédente.
Avec le même tandem président-entraîneur (Gianni Agnelli-Luigi Bertolini) que la saison précédente, l'équipe du Piémont modifie peu son effectif, faisant confiance au groupe actuel.
La défense se renforce avec Enrico Boniforti et le milieu avec Rino Ferrario.

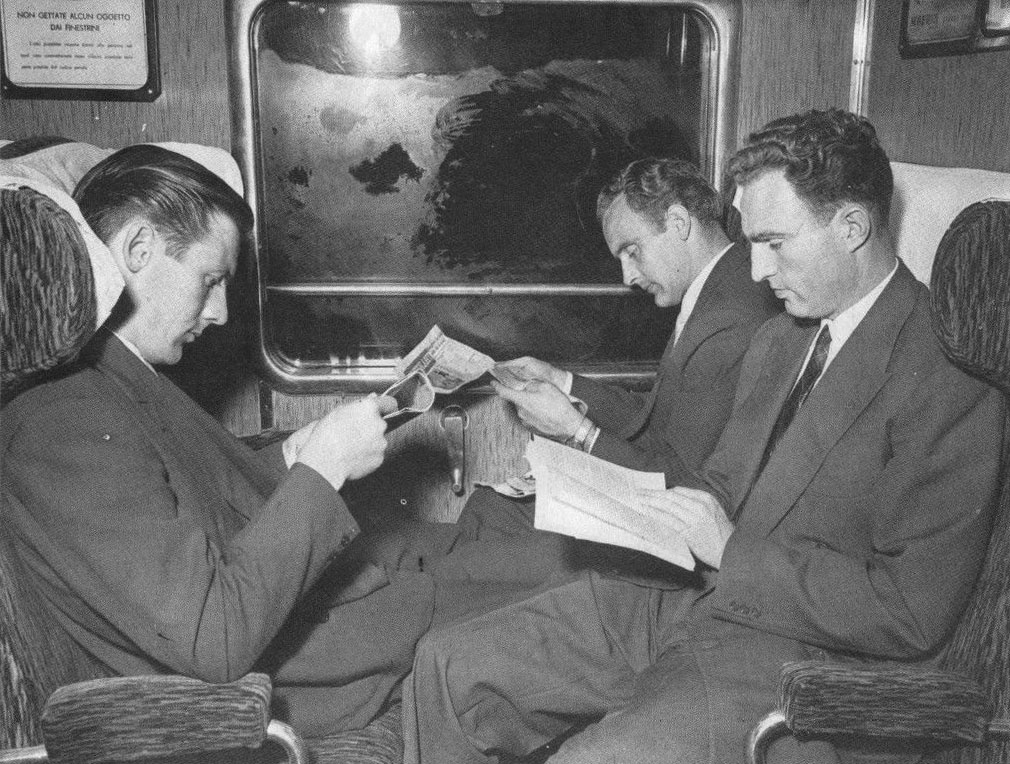
Karl Præst, le nouvel achat de la saison Karl Hansen et John Hansen, la « patrouille danoise » de la Juventus au début des années 1950.

La Juve reprend la compétition le dimanche 10 septembre 1950 en réalisant un carton d'entrée avec une victoire 7-0 contre Pro Patria (avec deux doublés de K.A. Hansen et Præst et des buts de Muccinelli,  J. Hansen et Boniperti) dans un match qui s'avère rester encore à ce jour la plus grosse victoire du club lors d'un match à l'extérieur. Les piémontais continuent ensuite leur bon début de saison avec deux matchs nuls et une victoire, jusqu'à la 5e journée et une nouvelle victoire écrasante sur le score de 7 à 2 contre à domicile contre la Roma (buts de Boniperti, K.A. Hansen (triplé), Præst (doublé) et de J. Hansen). Trois semaines plus tard, le 29 octobre, la Vecchia Signora s'en va s'imposer 5 buts à rien sur le terrain de Bologne (grâce aux réalisations de Manente, Præst sur doublé, K.A. Hansen et J. Hansen). Deux semaines plus tard, le club bianconero remporte le derby della Mole contre le Torino par 4 à 1 au Stadio Filadelfia (avec des buts de Boniperti, de J. Hansen (doublé) et de Boniforti), avant de connaître la semaine suivante, le 19 novembre, sa première défaite de la saison (1-0 contre Côme). À la suite de cette première déroute, les juventini terminent leur mois de décembre avec 3 victoires, une défaite et un nul. Pour la première partie de la nouvelle année 1951, Madame s'impose largement contre Padoue sur le score de 5-1 (doublé de Boniperti suivit des buts de K.A. Præst, J. Hansen et K.A. Hansen). Deux semaines après ce succès a lieu le premier match de la phase retour, voyant la Juventus s'imposer à nouveau contre Pro Patria sur le score de 2 à 1 (réalisations de Boniperti et Muccinelli), avant d'ensuite enchaîner avec deux victoires et un match nul, et de perdre à nouveau lors de la 24e journée 3 buts à 0 contre la Roma. La Veille Dame continue ensuite sa saison avec une victoire, une défaite et deux matchs nuls, avant le 25 mars (c'est au mois de mars que la société change d'entraîneur, Jesse Carver laissant sa place sur le banc à l'intérimaire Luigi Bertolini), ou elle s'en va gagner à domicile au Stadio Comunale 5-1 pour le match retour contre le Torino (grâce aux buts de J. Hansen, Boniperti (doublé), Bertuccelli, et K.A. Hansen sur penalty). Deux semaines plus tard, le club de Turin s'impose sur le même score sur le terrain de Palerme (grâce aux buts de Boniperti, de Muccinelli, de Præst, de Vivolo et de K.A. Hansen), avant de subir ensuite deux défaites consécutives (2-0 puis 3-1). Le 20 mai, la Juve se ressaisit en s'imposant facilement 4 buts à 1 contre le Genoa (buts de Præst, K.A. Hansen (penalty), Boniperti et J. Hansen), ouvrant ainsi sa série de 4 victoires d'affilée pour les 4 dernières journées du championnat (victoire 6-2 (réalisations de Muccinelli, Mari, Boniperti, Bizzotto, Bertuccelli et de Parola) contre l'Atalanta pour l'ultime rencontre de la saison jouée le 17 juin).

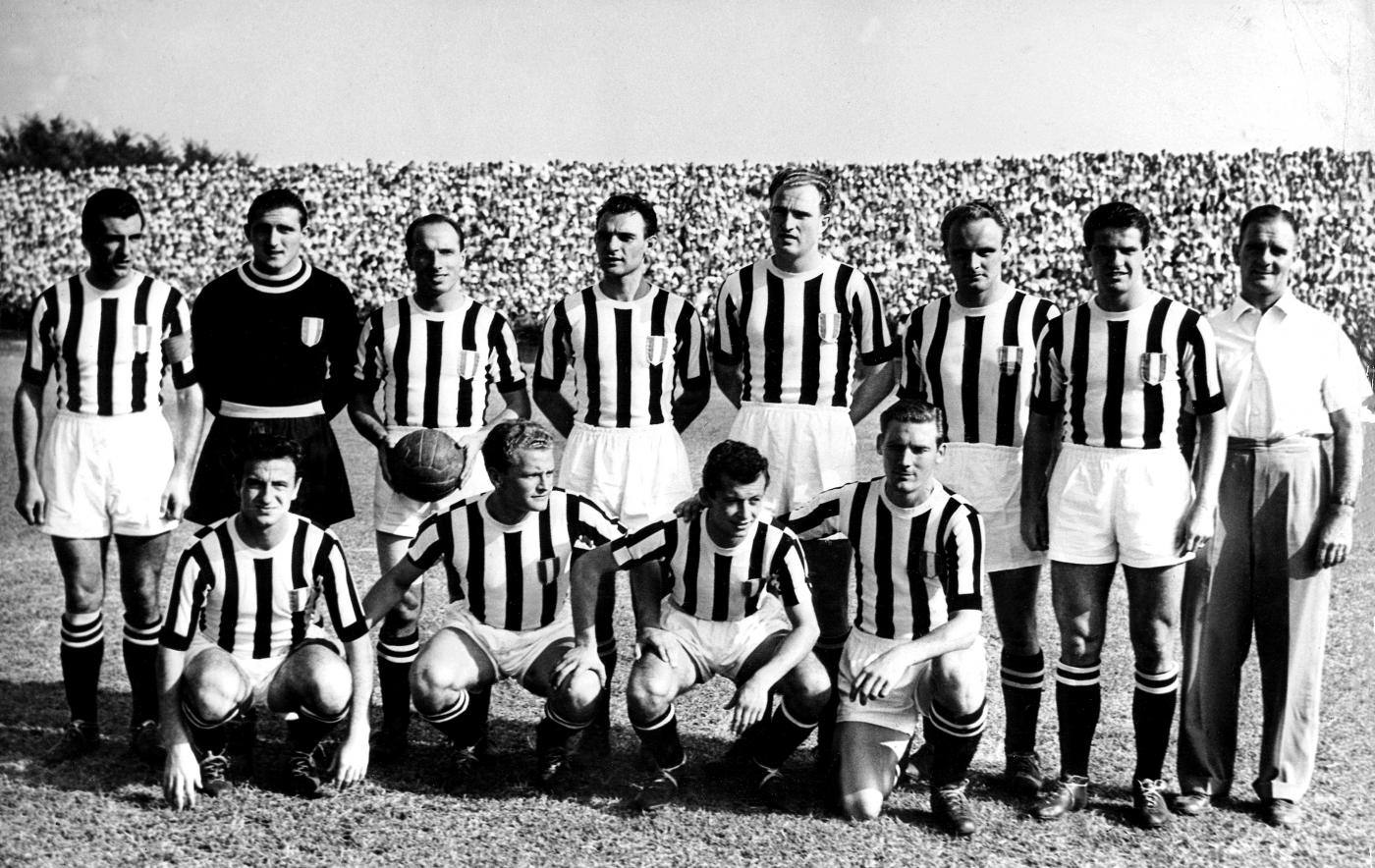
Les bianconeri au 3e rang en Serie A

Les 23 victoires, 8 nuls et 7 défaites engrangées par la Juventus Football Club lui font finir à la 3e place du classement final avec 54 points, laissant donc son titre au Milan, mais restant tout de même sur le podium.
Avec en tout 4 joueurs à plus de 15 buts marqués au cours de la saison (dont le trio offensif danois avec notamment Karl Aage Hansen et ses 23 buts, terminant meilleur buteur bianconero de la saison), le club juventino inscrit en tout 103 buts au cours de la saison (il s'agit du record dans l'histoire de la Juve en championnat), dans une équipe qui se réaffirme désormais en tant que poids-lourd du calcio d'après-guerre.
Les bianconeri participent également lors de cette saison à une compétition internationale (non officiellement reconnue par la FIFA), la Copa Rio, compétition tenue au Brésil au mois de juillet (réunissant les champions en titre des championnats de Rio de Janeiro, de São Paulo, du Portugal, d'Autriche, d'Uruguay, de France, de Yougoslavie et d'Italie).
Après être sortis premiers du groupe jouant à São Paulo (devant Palmeiras, l'OGC Nice et l'Étoile rouge de Belgrade), les turinois firent 3-3 au match aller des demi-finales contre l'Austria Vienne à l'Estádio do Pacaembu, avant d'aller les battre 3-1 au match retour. La finale aller pour laquelle la Juve fut donc qualifiée vit le club italien être battu sur le plus petit des scores. Le retour se jouant au Stade Maracanã devant 100 933 spectateurs vit finalement les deux formations se séparer sur le score de 2 buts partout (buts bianconeri de Præst et Boniperti), donnant le titre aux paulistes.

## Déroulement de la saison

### Résultats en championnat
- Phase aller

| dimanche 10 septembre 1950 1re journée | Pro Patria | 0 - 7                                                                                       | Juventus | Stadio Comunale, Busto Arsizio 15h30 Arbitre : Orlandini |
| dimanche 10 septembre 1950 1re journée |            | 41e 89e (pen.) K.A. Hansen · 47e 74e Præst · 55e Muccinelli · 58e J. Hansen · 75e Boniperti |          | Stadio Comunale, Busto Arsizio 15h30 Arbitre : Orlandini |

| dimanche 17 septembre 1950 2e journée | Juventus                  | 2 - 2 | Triestina                           | Stadio Comunale, Turin 15h30 Arbitre : Bernardi |
| dimanche 17 septembre 1950 2e journée | Præst 59e · J. Hansen 62e |       | 14e Boscolo · 50e (csc) Bertuccelli | Stadio Comunale, Turin 15h30 Arbitre : Bernardi |

| dimanche 24 septembre 1950 3e journée | Lucchese | 0 - 1        | Juventus | Stadio Porta Elisa, Lucques 15h30 Arbitre : Galeati |
| dimanche 24 septembre 1950 3e journée |          | 74e Bizzotto |          | Stadio Porta Elisa, Lucques 15h30 Arbitre : Galeati |

| dimanche 1er octobre 1950 4e journée | Sampdoria        | 1 - 1 | Juventus      | Stade Luigi-Ferraris, Gênes 15h00 Arbitre : Tassini |
| dimanche 1er octobre 1950 4e journée | Parola 65e (csc) |       | 67e Boniperti | Stade Luigi-Ferraris, Gênes 15h00 Arbitre : Tassini |

| dimanche 8 octobre 1950 5e journée | Juventus                                                                       | 7 - 2 | Roma                      | Stadio Comunale, Turin 15h00 Arbitre : Carpani |
| dimanche 8 octobre 1950 5e journée | Boniperti 38e · K.A. Hansen 43e 46e (pen.) 72e · Præst 48e 77e · J. Hansen 88e |       | 12e Sundqvist · 17e Bacci | Stadio Comunale, Turin 15h00 Arbitre : Carpani |

| dimanche 15 octobre 1950 6e journée | Fiorentina  | 1 - 2 | Juventus          | Stadio Comunale, Florence 15h00 Arbitre : Pieri |
| dimanche 15 octobre 1950 6e journée | Galassi 34e |       | 25e 58e J. Hansen | Stadio Comunale, Florence 15h00 Arbitre : Pieri |

| dimanche 22 octobre 1950 7e journée | Juventus               | 1 - 1 | Milan        | Stadio Comunale, Turin 15h00 Arbitre : Bellé |
| dimanche 22 octobre 1950 7e journée | K.A. Hansen 77e (pen.) |       | 47e Liedholm | Stadio Comunale, Turin 15h00 Arbitre : Bellé |

| dimanche 29 octobre 1950 8e journée | Bologne                                                       | 0 - 5 | Juventus | Stadio Comunale, Bologne 15h00 Arbitre : Orlandini |
| dimanche 29 octobre 1950 8e journée | Manente 14e · Præst 19e 69e · K.A. Hansen 74e · J. Hansen 82e |       |          | Stadio Comunale, Bologne 15h00 Arbitre : Orlandini |

| dimanche 5 novembre 1950 9e journée | Juventus                          | 3 - 2 | Naples                      | Stadio Comunale, Turin 14h30 Arbitre : Rigato |
| dimanche 5 novembre 1950 9e journée | J. Hansen 34e · Boniperti 51e 57e |       | 80e Astorri · 88e Formentin | Stadio Comunale, Turin 14h30 Arbitre : Rigato |

| dimanche 12 novembre 1950 10e journée | Torino          | 1 - 4 | Juventus                                         | Stadio Filadelfia, Turin 14h30 20 000 spectateurs Arbitre : Pieri |
| dimanche 12 novembre 1950 10e journée | Carapellese 89e |       | 8e Boniperti · 72e 87e J. Hansen · 82e Boniforti | Stadio Filadelfia, Turin 14h30 20 000 spectateurs Arbitre : Pieri |

| dimanche 19 novembre 1950 11e journée | Côme                | 1 - 0 | Juventus | Stadio Giuseppe Sinigaglia, Côme 14h30 Arbitre : Dattilo |
| dimanche 19 novembre 1950 11e journée | Boniforti 82e (csc) |       |          | Stadio Giuseppe Sinigaglia, Côme 14h30 Arbitre : Dattilo |

| dimanche 26 novembre 1950 12e journée | Juventus                                             | 4 - 1 | Palerme            | Stadio Comunale, Turin 14h30 Arbitre : Bernardi |
| dimanche 26 novembre 1950 12e journée | Muccinelli 1re 80e · Boniperti 19e · K.A. Hansen 69e |       | 76e (pen.) Gülesin | Stadio Comunale, Turin 14h30 Arbitre : Bernardi |

| dimanche 3 décembre 1950 13e journée | Inter                      | 3 - 0 | Juventus | Stadio San Siro, Milan 14h30 Arbitre : Bellé |
| dimanche 3 décembre 1950 13e journée | Nyers 31e 62e · Wilkes 42e |       |          | Stadio San Siro, Milan 14h30 Arbitre : Bellé |

| dimanche 10 décembre 1950 14e journée | Juventus                                          | 4 - 0 | Novare | Stadio Comunale, Turin 14h30 Arbitre : Orlandini |
| dimanche 10 décembre 1950 14e journée | Muccinelli 1re 8e · Boniperti 70e · J. Hansen 88e |       |        | Stadio Comunale, Turin 14h30 Arbitre : Orlandini |

| dimanche 17 décembre 1950 15e journée | Udinese | 0 - 3                                          | Juventus | Stadio Moretti, Udine 14h30 Arbitre : Dattilo |
| dimanche 17 décembre 1950 15e journée |         | 1re K.A. Hansen · 8e Boniperti · 19e J. Hansen |          | Stadio Moretti, Udine 14h30 Arbitre : Dattilo |

| dimanche 24 décembre 1950 16e journée | Genoa | 0 - 3                               | Juventus | Stade Luigi-Ferraris, Gênes 14h30 Arbitre : Galeati |
| dimanche 24 décembre 1950 16e journée |       | 10e 67e J. Hansen · 69e K.A. Hansen |          | Stade Luigi-Ferraris, Gênes 14h30 Arbitre : Galeati |

| dimanche 31 décembre 1950 17e journée | Juventus       | 1 - 1 | Lazio      | Stadio Comunale, Turin 14h30 Arbitre : Bellé |
| dimanche 31 décembre 1950 17e journée | Muccinelli 50e |       | 9e Cecconi | Stadio Comunale, Turin 14h30 Arbitre : Bellé |

| dimanche 7 janvier 1951 18e journée | Juventus                                                             | 5 - 1 | Padoue        | Stadio Comunale, Turin 14h30 Arbitre : Longagnani |
| dimanche 7 janvier 1951 18e journée | Boniperti 26e 77e · K.A. Præst 51e · J. Hansen 67e · K.A. Hansen 69e |       | 73e Martegani | Stadio Comunale, Turin 14h30 Arbitre : Longagnani |

| dimanche 14 janvier 1951 19e journée | Atalanta        | 1 - 5 | Juventus                                                   | Stadio Comunale, Bergame 15h00 Arbitre : Pera |
| dimanche 14 janvier 1951 19e journée | J. Sørensen 45e |       | 20e 29e 79e Boniperti · 30e Præst · 56e (pen.) K.A. Hansen | Stadio Comunale, Bergame 15h00 Arbitre : Pera |

- Phase retour

| dimanche 21 janvier 1951 20e journée | Juventus                       | 2 - 1 | Pro Patria | Stadio Comunale, Turin 14h30 Arbitre : Tassini |
| dimanche 21 janvier 1951 20e journée | Boniperti 75e · Muccinelli 86e |       | 5e La Rosa | Stadio Comunale, Turin 14h30 Arbitre : Tassini |

| dimanche 28 janvier 1951 21e journée | Triestina                  | 2 - 2 | Juventus                    | Stadio Comunale, Trieste 14h30 Arbitre : Dattilo |
| dimanche 28 janvier 1951 21e journée | Boscolo 27e · Petrozzi 90e |       | 12e K.A. Hansen · 52e Præst | Stadio Comunale, Trieste 14h30 Arbitre : Dattilo |

| dimanche 4 février 1951 22e journée | Juventus        | 1 - 0 | Lucchese | Stadio Comunale, Turin 15h00 Arbitre : Agnolin |
| dimanche 4 février 1951 22e journée | Mazza 50e (csc) |       |          | Stadio Comunale, Turin 15h00 Arbitre : Agnolin |

| dimanche 11 février 1951 23e journée | Juventus                                                                | 7 - 2 | Sampdoria                   | Stadio Comunale, Turin 15h00 Arbitre : Corallo |
| dimanche 11 février 1951 23e journée | J. Hansen 7e 61e · K.A. Hansen 25e 31e 71e · Muccinelli 69e · Præst 85e |       | 15e Coscia · 35e Sabbatella | Stadio Comunale, Turin 15h00 Arbitre : Corallo |

| dimanche 18 février 1951 24e journée | Roma                                   | 3 - 0 | Juventus | Stadio Torino, Rome 15h00 Arbitre : Galeati |
| dimanche 18 février 1951 24e journée | Andersson 41e · Merlin 60e · Bacci 80e |       |          | Stadio Torino, Rome 15h00 Arbitre : Galeati |

| dimanche 25 février 1951 25e journée | Juventus                                         | 5 - 0 | Fiorentina | Stadio Comunale, Turin 15h00 Arbitre : Orlandini |
| dimanche 25 février 1951 25e journée | Præst 17e 81e · K.A. Hansen 25e 59e · Vivolo 79e |       |            | Stadio Comunale, Turin 15h00 Arbitre : Orlandini |

| dimanche 4 mars 1951 26e journée | Milan                      | 2 - 0 | Juventus | Stadio San Siro, Milan 15h00 Arbitre : Dattilo |
| dimanche 4 mars 1951 26e journée | Nordahl 56e · Liedholm 61e |       |          | Stadio San Siro, Milan 15h00 Arbitre : Dattilo |

| dimanche 11 mars 1951 27e journée | Juventus      | 1 - 1 | Bologne        | Stadio Comunale, Turin 15h00 Arbitre : Agnolin |
| dimanche 11 mars 1951 27e journée | J. Hansen 72e |       | 34e Cervellati | Stadio Comunale, Turin 15h00 Arbitre : Agnolin |

| dimanche 18 mars 1951 28e journée | Naples        | 1 - 1 | Juventus      | Stadio Arturo Collana, Naples 15h00 Arbitre : Pieri |
| dimanche 18 mars 1951 28e journée | Formentin 88e |       | 78e Boniperti | Stadio Arturo Collana, Naples 15h00 Arbitre : Pieri |

| dimanche 25 mars 1951 29e journée | Juventus                                                                    | 5 - 1 | Torino     | Stadio Comunale, Turin 15h30 21 000 spectateurs Arbitre : Bernardi |
| dimanche 25 mars 1951 29e journée | J. Hansen 6e · Boniperti 27e 83e · Bertuccelli 85e · K.A. Hansen 89e (pen.) |       | 64e Santos | Stadio Comunale, Turin 15h30 21 000 spectateurs Arbitre : Bernardi |

| dimanche 1er avril 1951 30e journée | Juventus | 0 - 3                               | Côme | Stadio Comunale, Turin 15h30 Arbitre : Cartei |
| dimanche 1er avril 1951 30e journée |          | 56e (csc) Manente · 86e 89e Ghiandi |      | Stadio Comunale, Turin 15h30 Arbitre : Cartei |

| dimanche 15 avril 1951 31e journée | Palerme            | 1 - 5 | Juventus                                                                  | Stadio La Favorita, Palerme 15h30 Arbitre : Corallo |
| dimanche 15 avril 1951 31e journée | Giaroli 70e (pen.) |       | 29e Boniperti · 33e Muccinelli · 37e Præst · 50e Vivolo · 67e K.A. Hansen | Stadio La Favorita, Palerme 15h30 Arbitre : Corallo |

| dimanche 22 avril 1951 32e journée | Juventus | 0 - 2                | Inter | Stadio Comunale, Turin 15h30 Arbitre : Dattilo |
| dimanche 22 avril 1951 32e journée |          | 67e 82e (pen.) Nyers |       | Stadio Comunale, Turin 15h30 Arbitre : Dattilo |

| dimanche 29 avril 1951 33e journée | Novare                                    | 3 - 1 | Juventus | Stadio Comunale, Novare 15h30 Arbitre : Pieri |
| dimanche 29 avril 1951 33e journée | 42e Aranđelović · 72e Piola · 74e Pesaola |       | 21e Mari | Stadio Comunale, Novare 15h30 Arbitre : Pieri |

| dimanche 13 mai 1951 34e journée | Juventus        | 1 - 1 | Udinese       | Stadio Comunale, Turin 16h00 Arbitre : Matucci |
| dimanche 13 mai 1951 34e journée | 73e E. Sørensen |       | 19e J. Hansen | Stadio Comunale, Turin 16h00 Arbitre : Matucci |

| dimanche 20 mai 1951 35e journée | Juventus                                                          | 4 - 1 | Genoa     | Stadio Comunale, Turin 16h00 Arbitre : Pieri |
| dimanche 20 mai 1951 35e journée | 9e Præst · 67e (pen.) K.A. Hansen · 83e Boniperti · 89e J. Hansen |       | 21e Dante | Stadio Comunale, Turin 16h00 Arbitre : Pieri |

| dimanche 27 mai 1951 36e journée | Lazio | 0 - 3                               | Juventus | Stadio Torino, Rome 16h00 Arbitre : Bernardi |
| dimanche 27 mai 1951 36e journée |       | 56e 81e K.A. Hansen · 75e Boniperti |          | Stadio Torino, Rome 16h00 Arbitre : Bernardi |

| dimanche 10 juin 1951 37e journée | Padoue | 0 - 1     | Juventus | Stadio Silvio Appiani, Padoue 16h00 Arbitre : Valsecchi |
| dimanche 10 juin 1951 37e journée |        | 84e Præst |          | Stadio Silvio Appiani, Padoue 16h00 Arbitre : Valsecchi |

| dimanche 17 juin 1951 38e journée | Juventus                                                                                | 6 - 2 | Atalanta               | Stadio Comunale, Turin 16h00 Arbitre : Maurelli |
| dimanche 17 juin 1951 38e journée | 11e Muccinelli · 13e Mari · 50e Boniperti · 55e Bizzotto · 56e Bertuccelli · 72e Parola |       | 58e Mariani · 80e Rota | Stadio Comunale, Turin 16h00 Arbitre : Maurelli |

#### Classement
|  |    | Classement final 1950-1951 | Pts | MJ | V  | N | D | BP  | BC | Dif |
|  | -- | -------------------------- | --- | -- | -- | - | - | --- | -- | --- |
|  | 1. | Milan                      | 60  | 38 | 26 | 8 | 4 | 107 | 39 | +68 |
|  | 2. | Inter                      | 59  | 38 | 27 | 5 | 6 | 107 | 43 | +66 |
|  | 3. | Juventus                   | 54  | 38 | 23 | 8 | 7 | 103 | 44 | +59 |

### Matchs amicaux
| dimanche 27 août 1950 | Biellese | 0 - 4            | Juventus |  |
| dimanche 27 août 1950 |          | Buteurs inconnus |          |  |

| dimanche 3 septembre 1950 | Milan            | 3 - 6 | Juventus         |  |
| dimanche 3 septembre 1950 | Buteurs inconnus |       | Buteurs inconnus |  |

| mardi 10 octobre 1950 | Fidenza | 0 - 6            | Juventus |  |
| mardi 10 octobre 1950 |         | Buteurs inconnus |          |  |

#### Copa Rio
- Phases de poule

| dimanche 1er juillet 1951 1re journée | Juventus         | 3 - 2 | Étoile rouge de Belgrade | Estádio do Pacaembu, São Paulo |
| dimanche 1er juillet 1951 1re journée | Buteurs inconnus |       | Buteurs inconnus         | Estádio do Pacaembu, São Paulo |

| mardi 3 juillet 1951 2e journée | OGC Nice         | 2 - 3 | Juventus         | Estádio do Pacaembu, São Paulo |
| mardi 3 juillet 1951 2e journée | Buteurs inconnus |       | Buteurs inconnus | Estádio do Pacaembu, São Paulo |

| lundi 8 juillet 1951 3e journée | Palmeiras | 0 - 4            | Juventus | Estádio do Pacaembu, São Paulo |
| lundi 8 juillet 1951 3e journée |           | Buteurs inconnus |          | Estádio do Pacaembu, São Paulo |

|  |    | Classement groupe de São Paulo | Pts | MJ | V | N | D | BP | BC | Dif |
|  | -- | ------------------------------ | --- | -- | - | - | - | -- | -- | --- |
|  | 1. | Juventus                       | 6   | 3  | 3 | 0 | 0 | 10 | 4  | +6  |
|  | 2. | Palmeiras                      | 4   | 3  | 2 | 0 | 1 | 5  | 5  | 0   |
|  | 3. | OGC Nice                       | 2   | 3  | 1 | 0 | 2 | 4  | 7  | -3  |

- Demi-finale

| mercredi 11 juillet 1951 Match aller | Austria Vienne   | 3 - 3 | Juventus         | Estádio do Pacaembu, São Paulo |
| mercredi 11 juillet 1951 Match aller | Buteurs inconnus |       | Buteurs inconnus | Estádio do Pacaembu, São Paulo |

| samedi 14 juillet 1951 Match retour | Juventus         | 3 - 1 | Austria Vienne | Estádio do Pacaembu, São Paulo |
| samedi 14 juillet 1951 Match retour | Buteurs inconnus |       | Buteur inconnu | Estádio do Pacaembu, São Paulo |

- Finale

| mercredi 18 juillet 1951 Match aller | Palmeiras      | 1 - 0 | Juventus | Estádio do Pacaembu, São Paulo |
| mercredi 18 juillet 1951 Match aller | Buteur inconnu |       |          | Estádio do Pacaembu, São Paulo |

| dimanche 22 juillet 1951 Match retour | Juventus          | 2 - 2 | Palmeiras                | Maracanã, Rio de Janeiro 100 933 spectateurs Arbitre : Tordjman |
| dimanche 22 juillet 1951 Match retour | Præst · Boniperti |       | Rodrigues Tatu · Liminha | Maracanã, Rio de Janeiro 100 933 spectateurs Arbitre : Tordjman |

## Effectif du club
Effectif des joueurs de la Juventus Football Club lors de la saison 1950-1951.

## Buteurs
| 23 buts - Karl Aage Hansen 22 buts - Giampiero Boniperti 20 buts - John Hansen 16 buts - Karl Aage Præst 10 buts - Ermes Muccinelli | 2 buts - Alberto Bertuccelli - Romolo Bizzotto - Giacomo Mari - Pasquale Vivolo 1 but - Enrico Boniforti - Sergio Manente - Carlo Parola |